# Gottesberg (Muldenhammer)
Gottesberg ist ein Ort in der Gemeinde Muldenhammer im sächsischen Vogtlandkreis, der früher zur Gemeinde Tannenbergsthal gehörte.

## Lage
Die 53 ha große Streusiedlung Gottesberg liegt an der B 283 zwischen Tannenbergsthal im Norden und Klingenthal bzw. Mühlleithen als Ortsteil von Klingenthal im Süden auf etwa 757 m an einem Hang. In Gottesberg fließt der Teichhausbach in die Kleine Pyra. Östlich von Gottesberg liegt der Schlemmteich. Rund einen Kilometer südwestlich liegt Winselburg, eine Ortsgruppe des Klingenthaler Ortsteils Mühlleithen.
Gottesberg ist eine Gemarkung der Gemeinde Muldenhammer, in der der Ort Gottesberg im äußersten Nordwesten liegt. Die Gemarkung hat eine Fläche von rund 6 km².

## Geschichte

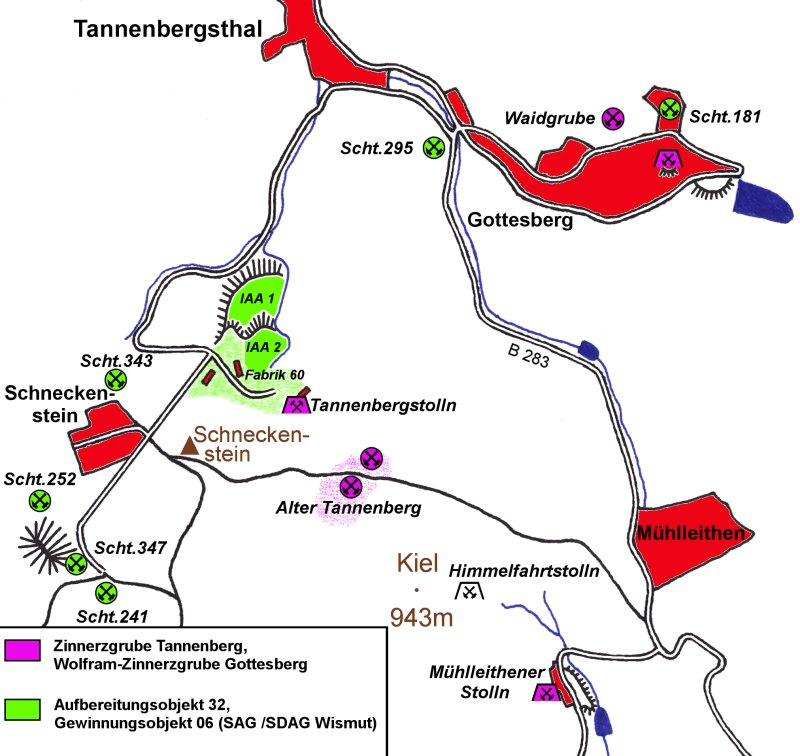
Karte des Zinnbergbaugebiets Gottesberg-Mühlleithen mit Schneckenstein

Gottesberg ist spätestens seit etwa 1600 als Gottsbergk bekannt. Spätere Namensformen sind Gotsberge (1609), Gottesberg (1611), Gottsberg (1720), Gottberg (1752) und ab 1791 Gottesberg. 1771 war Gottesberg ein Amtsdorf. 1834 war Gottesberg ein Flecken. 1950 wurde der Ort ins benachbarte Tannenbergsthal eingemeindet, das am 1. Oktober 2009 in der neuen Gemeinde Muldenhammer aufging.
Östlich von Gottesberg lag ein Zinnbergbaugebiet mit dem bekannten Schneckenstein.
| Jahr          | 1792       | 1834 | 1871 | 1875 | 1880 | 1890 | 1910 | 1925 | 1939 | 1946 |
| ------------- | ---------- | ---- | ---- | ---- | ---- | ---- | ---- | ---- | ---- | ---- |
| Einwohnerzahl | 12 Häusler | 269  | 340  | 378  | 340  | 419  | 497  | 463  | 419  | 409  |

1834 bekannten sich vier Einwohner zum römisch-katholischen Glauben. 1925 war es nur noch eine Person. 461 bekannten sich in diesem Jahr zum evangelisch-lutherischen Glauben. 1875 und 1880 gab es 34 Häuser in Gottesberg. 1910 war Gottesberg unter den 69 Kommunen der Amtshauptmannschaft Auerbach auf Rang 50 der Einwohnerstatistik.
Gottesberg war 1752 zu Auerbach gepfarrt und ist derzeit Teil der Kirchgemeinde Tannenbergsthal.

## Belege
1. ↑  Quelle: Sachsenatlas
2. ↑  Alphabetisches Taschenbuch sämmtlicher im Königreiche Sachsen belegenen Ortschaften und der besonders benannten Wohnplätze S. 63
3. ↑  Generalübersicht sämmtlicher Ortschaften des Königreichs Sachsen nach der neuen Organisation der Behörden mit Angabe ihrer Einwohner- und Häuserzahl am 1. December 1871 S. 31
4. ↑  Gottesberg – HOV | ISGV. Abgerufen am 11. Februar 2023.